# Stanežiče
Stanežiče so razpotegnjeno urbanizirano naselje v Mestni občini Ljubljana. Ležijo na zahodnem robu Ljubljanskega polja, severozahodno od Šentvida, ob vznožju Staneškega hriba (448 m), ki je severovzhodni obronek Polhograjskega hribovja. Z njega odteka v reko Savo več majhnih potokov.
V naselje vodi cesta, ki se odcepi od Celovške ceste. Po njej sta speljani trasi mestne avtobusne linije št. 15 in mestne avtobusne linije št. 1. Dostop je mogoč tudi po lokalnih cestah iz Medna ali iz Dvora. Staro jedro naselja je ob cesti proti Dvoru. Vzhodno od jedra je velika gramoznica, kjer je v prihodnosti načrtovana velika stanovanjska soseska.
Leta 2020 je Mestna občina Ljubljana na območju naselij Stanežiče in Dvor, v neposredni bližini mladinskega golf igrišča, zgradila veliko, sodobno parkirišče in obračališče mestnega avtobusa LPP, ki deluje po sistemu P+R.
V naselju stojita baročna cerkev sv. Jakoba in gasilski dom.